# 卒業アルバム (ガガガSPのアルバム)
『卒業アルバム』（そつぎょうあるばむ）は、日本のパンク・ロックバンド、ガガガSPの2枚目のアルバム。2002年3月6日発売。
発売元はソニー・ミュージックレコーズ。

## 概要
- 初回盤はスリーブケース仕様。

## 収録曲
1. 卒業(アルバム仕様)
作詞・作曲：コザック前田
2. 日暮し
作詞・作曲：コザック前田
3. 明日からではなく(アルバム仕様)
作詞・作曲：小谷美紗子
4. 君の歌は僕の歌なのさ
作詞：Elton John Bernie Taupin・コザック前田、作曲：Elton John Bernie Taupin
5. 告白
作詞・作曲：コザック前田
6. 証明
作詞・作曲：吉田拓郎
7. 心の唄
作詞・作曲：コザック前田
8. 弱男
作詞・作曲：コザック前田
このアルバムのレコーディング中に盛り上がりの曲を作りたかった前田が30分ほどで作った曲であり「ガガガSPのイメージを作り上げた曲」であると語っている。
アルバム「俺様天才偉業集」にも収録された。
福岡ソフトバンクホークスのチャンステーマ『鷹の道』の原曲である。
9. 光
作詞・作曲：桑原康伸
10. 雪どけ
作詞・作曲：コザック前田
11. 青春時代(アルバム仕様)
作詞・作曲：コザック前田
12. しみったれたまま前に進め
作詞・作曲：コザック前田